# Flaga Osetii Południowej

Flaga w wersji z godłem

Flaga Osetii Południowej – trójkolorowa, od góry: biała, czerwona i żółta. Wygląd flagi reguluje konstytucja z 26 listopada 1990. Kolory symbolizują: odwagę wojenną (czerwony), czystość (biały) oraz bogactwo (żółty). Flaga ta jest identyczna z flagą autonomicznej rosyjskiej republiki Północnej Osetii-Alanii.
Niekiedy stosowana jest odmienna wersja flagi, z umieszczonym w jej centrum godłem Osetii Południowej.